# شمس‌الدین متاجی کجوری
شمس الدین بن مهدی بن ملاعبدالحسین بن ملامحمد شفیع متاجی نیموری کجوری به سال ۱۳۲۷ (قمری) مصادف با سال  ۱۲۸۷خورشیدی در نیمور کجور زاده شد. پس از طی دوران تحصیلات ابتدایی توسط پدرش، بخشی از ادبیات و اصول را نزد شیخ فضل‌الله نوری و قوانین را از شیخ محمد علی لواسانی آموخت. میرزا طاهر تنکابنی مدرس وی در دروس فلسفه و منطق بود. همسر اول وی بانو منور شادلو دماوندی و همسر دوم وی خدیجه کاظمی ویسری بود.
رسائل را از سید ابوالقاسم کاشانی و مکاسب را از شیخ بهاءالدین نوری فرا گرفت و سپس به حلقه درس خارج حائری یزدی پیوست.
در سال ۱۳۱۱ به دانشگاه تهران راه یافت و موفق به اخذ درجه لیسانس در فلسفه گردید. یک دوره نیز درس خارج ابوالقاسم کاشانی شرکت جست.
وفات وی در سال ۱۳۷۰ اتفاق افتاد. آرامگاه او در روستای نیمور در منطقه کجور مازندران قرار دارد.